# 菲裔墨西哥人
菲裔墨西哥人，是指祖先是菲律賓人的墨西哥人，他們的正確數字不詳但估計有200000人佔人口0.2%，多數分布於米却肯州，格雷羅州和科利馬州。

## 歷史
多數菲律賓人也是在西班牙帝國時來到墨西哥，在1565年-1815年菲律賓和墨西哥受同一總督區管理。他們多是水手，奴隸，士兵和罪犯隨馬尼拉郵船來到，他們最後也融入墨西哥社會。另一些則是20世妃時期為逃避佛朗哥獨裁而從西班牙本地來的菲律賓人。
菲律賓移民到墨西哥的小浪潮發生在19世紀末和20世紀初，菲律賓是在1898一1900年的美西戰爭中被美國吞併了。約20,000菲律賓雇農和漁民抵達墨西哥的西海岸工作。這些領域包括下加利福尼亞州，索諾拉州和錫那羅亞州，雖然有些人是等待進入美國與在加利福尼亞州和其他地方的家人團聚。墨西哥移民法繼續授予菲律賓人的特殊地位。
他們的後裔多數生活在格雷羅州和科利馬州，身上有1/4菲律賓血統。
現在新來的菲律賓人多是海外合約工人，仍說菲律賓的語言。